# Comocrus casuarinae
Comocrus casuarinae là một loài bướm đêm trong họ Noctuidae.